# Los Divorciados
Los Divorciados är en ort i Mexiko.   Den ligger i kommunen Bacalar och delstaten Quintana Roo, i den östra delen av landet, 1 100 km öster om huvudstaden Mexico City. Los Divorciados ligger 38 meter över havet och antalet invånare är 1 118.
Terrängen runt Los Divorciados är mycket platt. Runt Los Divorciados är det glesbefolkat, med 16 invånare per kvadratkilometer. Närmaste större samhälle är Maya Balam, 16,4 km söder om Los Divorciados. I omgivningarna runt Los Divorciados växer i huvudsak städsegrön lövskog.